# Walter Weiler
Pour les articles homonymes, voir Weiler.
Walter Weiler (né le 4 décembre 1903 à Winterthour et mort le 4 mai 1945) fut un joueur de football international suisse.
Son frère, Max Weiler, était également footballeur professionnel.

## Biographie
En club, les deux frères Weiler évoluent ensemble dans le club zurichois du championnat suisse du Grasshopper-Club Zurich. Ils sont tous deux sélectionnés par l'entraîneur suisse Heinrich Müller pour participer à la coupe du monde 1934 en Italie, où la sélection parvient jusqu'en quart-de-finale.